# 원미초등학교
원미초등학교는 대한민국 경기도 부천시 원미구에 있는 공립 초등학교이다.

## 학교 연혁
- 1983. 03. 05 병설유치원 개원(1학급)
- 1983. 07. 21 원미초등학교 설립 인가
- 1984. 04. 14 원미초등학교 개교(교장 이한석)
- 1984. 05. 01 양궁부 선수단 창단
- 1986. 02. 14 제1회 졸업식(324명)
- 1997. 06. 03 학교 급식 개시(3~6학년)
- 2004. 08. 30 전교실(59실) 냉난방 시설
- 2004. 09. 20 교내 담장 개보수
- 2005. 03. 01 제7대 윤길환 교장 부임
- 2007. 03. 01 경기도교육청지정 교과교육 운영개선 중심학교
- 2007. 03. 01 특수학습 신설(1학급)
- 2007. 08. 20 계단 안전시설 및 실내도색
- 2008. 02. 15 학교 도서관 지혜의 샘터 개관
- 2009. 11. 08 다목적 체육관 한슬관 개관
- 2010. 03. 01 제8대 김유흥 교장선생님 부임
- 2011. 02. 16 제26회 졸업식(164명, 총8,162명)
- 2011. 03. 01 30학급 편성 인가 (특수 1학급 포함)
- 2012. 02. 15 제27회 졸업식(185명, 총8,347명)
- 2012. 03. 01 32학급 편성 인가(특수 1학급 포함)
- 2013. 02. 19 제28회 졸업식
- 2013. 03. 01 일반 30학급 특수 1학급 편성
- 2014. 02. 15 제29회 졸업식
- 2014. 03. 01 일반 30학급 특수 1학급 편성
- 2014. 03. 01 제9대 이학인 교장선생님 부임
- 2015. 02. 15 제30회 졸업식
- 2015. 03. 01 일반 27학급 특수 1학급 편성
- 2024. 04. 14 개교 40주년